# Tractat d'Ardres
El tractat d'Ardres, posar fi, al 1546, a la guerra entre Francesc I de França
i Enric VIII d'Anglaterra, que va començar amb la signatura d'un tractat d'aliança entre aquest últim i l'emperador Carles V, l'11 de febrer de 1543.

## Detalls del tractat
Carles Quint havia conclòs una pau per separat amb Francesc I el setembre de 1544, la Treva de Crépy-en-Laonnois, deixant el rei d'Anglaterra sol contra el rei de França.
Les dues parts acorden el retorn de la ciutat de Boulogne a França contra el pagament de 14000 ducats i confirmen que Calais segueixi sent possessió anglesa.
El tractat, primer ratificat per Francesc I el 8 de juny de 1546, va ser contrasignat al Palau de Westminster el 17 de juliol de 1546. Els negociadors anglesos van ser Edouard d'Hereford, William Paget, John de Lisle i Nicolas Wotton; i els negociadors francesos Claude d'Annebault, Pierre Remon i Guillaume Bochetel.
Tanmateix, aquest tractat romandrà sense execució, i França reprendrà Boulogne el 1550, pel Tractat d'Outreau.